# هیروکازو هاسگاوا
هیروکازو هاسگاوا (انگلیسی: Hirokazu Hasegawa؛ زادهٔ ۲۰ اکتبر ۱۹۸۶) بازیکن فوتبال اهل ژاپن است.
از باشگاه‌هایی که در آن بازی کرده‌است می‌توان به باشگاه فوتبال ساگان توسو اشاره کرد.